# Laffly V15
Le Laffly V15 est une automobile militaire de la marque Laffly, produite de 1938 à 1940.
Le Laffly V15 T, tracteur d'artillerie léger  4 × 4 pour canon de 25 mm AC, est dérivé du Laffly S15 dont il reprend le système des roues indépendantes. Le compartiment arrière comporte une série de cinq coffres pour les munitions et paquetages.

## Historique
Fin 1938, ce tracteur Laffly est adapté par la cavalerie. Le V15 sera utilisé durant la Seconde Guerre mondiale, il a été commandé à 100 exemplaires, produits par Laffly, puis 1 386 exemplaires à livrer avant fin septembre 1940 ; moins de 200 exemplaires (produits par La Licorne) sont finalement livrés en juin 1940.